# Ipotesi dello shuttle del lattato
L'ipotesi dello shuttle del lattato è stata proposta dal professor George Brooks dell'Università della California a Berkeley, descrivendo il trasporto del lattato per via intracellulare (all'interno di una cellula) ed intercellulare (tra le cellule). L'ipotesi si fonda sull'osservazione che il lattato viene prodotto ed utilizzato dalle cellule sia in condizioni aerobiche che anaerobiche.
Inoltre, il lattato prodotto all’interno di cellule con elevati tassi di glicolisi e glicogenolisi può essere trasportato in cellule più o meno adiacenti come quelle del miocardio o dei muscoli scheletrici, all’interno delle quali potrà essere utilizzato precursore o substrato per la produzione di glucosio che sarà successivamente ossidato.
Oltre ad essere una fonte di combustibile importantissima per muscoli, cuore, cervello e fegato, il lattato ed il suo trasporto ricopre un ruolo determinante per la segnalazione redox, nell’espressione genica e per il controllo lipolitico. Questi ruoli aggiuntivi del lattato hanno dato origine al termine "lattormone", a causa del ruolo del lattato come ormone di segnalazione.

## Lattato e ciclo di Cori
Prima della cosiddetta “ipotesi dello shuttle del lattato”, il lattato veniva considerato come un prodotto della degradazione del glucosio mediante glicolisi in ambiente anaerobico. Con l’obiettivo di rigenerare NAD+, l’enzima lattato deidrogenasi catalizza la conversione di piruvato in lattato all’interno del citosol, convertendo NADH in NAD+ mediante ossidazione e rigenerando così il substrato necessario per continuare la glicolisi. Il lattato viene poi trasportato dai tessuti periferici al fegato attraverso il ciclo di Cori dove verrà riconvertito in piruvato mediante la reazione inversa catalizzata nuovamente dall’enzima lactate dehydrogenase. Seguendo questa logica, il lattato fu considerato tradizionalmente come un prodotto metabolico di scarto che può aumentare la fatica e i dolori muscolari durante attività in ambiente anaerobico. Il lattato era essenzialmente il pagamento del "debito di ossigeno" definito da Hill e Lupton come "la quantità totale di ossigeno utilizzata, dopo la cessazione dell'esercizio durante il recupero”.

## Shuttle del lattato intercellulare
In aggiunta al ciclo di Cori, l’ipotesi dello shuttle del lattato propone una funzione complementare del lattato in molti tessuti. Contrariamente a quanto si è creduto per molto tempo, ossia che il lattato è il risultato metabolico di reazioni in carenza di ossigeno, le attuali evidenze suggeriscono che il lattato viene prodotto sia in condizioni aerobiche che anaerobiche, per il mantenimento di un equilibrio dinamico di substrati energetici, allo stesso modo ossia parallelamente alla chetogenesi.

### Utilizzo da parte dei tessuti (cervello, cuore, muscoli)
Durante uno sforzo fisico il lattato prodotto dai muscoli, e trasportato nel torrente ematico grazie alla proteina trasportatrice del monocarbossilato (MCT), risulta la fonte energetica primaria utilizzata dal cuore. Tale assunto sarebbe supportato dall’aumento delle proteine MCT nel cuore, e nei muscoli, in proporzione all’impegno muscolare richiesto. Inoltre, sia i neuroni che gli astrociti presentano proteine MCT, suggerendo che il lattato possa essere coinvolto anche nel metabolismo energetico cerebrale. Gli astrociti esprimono MCT4, un trasportatore caratterizzato da bassa affinità con il lattato (Km = 35 mM): la sua funzione sarebbe quella di trasportare il lattato prodotto dalla glicolisi. I neuroni esprimono invece MCT2, un trasportatore caratterizzato da alta affinità con il lattato (Km = 0.7 mM), sostanziando l'ipotesi che gli astrociti producano lattato che sarà trasferito all’interno dei neuroni per essere ossidato, ed utilizzato quindi come fonte energetica.

## Il ruolo dello Shuttle del lattato intracellulare
L’ipotesi dello shuttle del lattato è in grado di spiegare anche l’equilibrio tra produzione di lattato all'interno del citosol, tramite glicolisi o glicogenolisi, ed ossidazione del lattato all’interno dei mitocondri.

### Perossisomi
I trasportatori MCT2 trasferiscono all'interno dei perossisomi il piruvato prodotto dove sarà convertito in lattato da peroxisomal LDH (pLDH). A sua volta, NADH è convertito in NAD+, componente necessario per la successiva ß-ossidazione. Il lattato verrà trasportato fuori dal perossisoma tramite MTC2, dove sarà ossidato in piruvato da cytoplasmic LDH (cLDH) generando NADH a scopo energetico e completando il ciclo.

### Mitocondri
Sebbene la fermentazione del lattato all’interno del citosol risulta ormai ben conosciuta, di più recente scoperta risulta essere lo shuttle del lattato all’interno dei mitocondri con conseguente sua ossidazione. Baba e Sherma (1971) furono i primi ad identificare l’enzima lactate dehydrogenase (LDH) nella membrana e nella matrice mitocondriale di muscoli scheletrici e muscolo cardiaco dei topi. Successivamente, LDH fu identificato anche all’interno dei mitocondri di fegato e reni.  Poiché il lattato può essere ossidato all’interno di mitocondri (riconvertito in piruvato per partecipare al ciclo di Krebs, generando NADH), od essere utilizzato come precursore per gluconeogenesi, lo shuttle intracellulare di lattato è stato proposto come via preferenziale per la maggior parte del turnover di lattato presente nel corpo umano (come dimostrato dal leggero aumento della concentrazione di lattato arterioso). Brooks e collaboratori hanno confermato questo assunto nel 1999, dimostrando che l’ossidazione del lattato risulta superiore a quella del piruvato del 10-40% all’interno di fegato, muscoli scheletrici e muscolatura cardiaca in topi.
Nel 1990, Roth e Brooks individuarono il trasportatore del lattato all’interno del sarcolemma della muscolatura scheletrica dei topi, la proteina di trasporto del monocarbossilato (MCT). Successivamente, MCT1 fu il primo della famiglia di MCT ad essere identificato. I primi quattro isoforme di MCT sono responsabili del trasporto di piruvato/lattato. MCT1 fu identificato come isoforma predominante in numerosi tessuti quali muscolatura scheletrica, neuroni, eritrociti e spermatozoi.  Nella muscolatura scheletrica MCT1 è stato riscontrato in sarcolemma, perossisomi, e mitocondri.
Data la presenza nei mitocondri di MCT (per il trasporto del lattato all’interno del mitocondrio), LDH (per ossidare il lattato in piruvato) e COX (citocromo c ossidasi, l’elemento terminale della catena del trasporto degli elettroni), Brooks e collaboratori proposero la possibilità dell’esistenza di un processo di ossidazione del lattato all’interno dei mitocondri nel 2006. Tale assunto risulterebbe supportato dall’osservazione che la capacità ossidativa del lattato da parte della cellula muscolare risulti correlato con la densità mitocondriale.  Inoltre, fu dimostrato come l’allenamento sia in grado di aumentare i livelli MCT1 mitocondriale all’interno della muscolatura scheletrica, e quindi la capacità di quest’ultima di eliminare il lattato prodotto durante esercizio fisico.
L’affinità di MCT con le molecole di piruvato risulta maggiore rispetto alle molecole di lattato, tuttavia il lattato risulta maggiormente rappresentato rispetto al piruvato per due ragioni:  primo, la costante di equilibrio di LDH (3,6 x 104) favorisce la formazione di lattato; secondo, l’immediato utilizzo del piruvato da parte dei mitocondri (sia attraverso il ciclo di Krebs sia per gluconeogenesi) assicura che il piruvato non sia presente in grandi concentrazioni all'interno della cellula.
L’espressione dell’isoforma dell’enzima LDH è tessuto dipendente. Nei topi è stato osservato come LDH-1 risultasi essere l’isoforma predominante all’interno dei mitocondri del miocardio, mentre LDH-5 sia predominant all’interno dei mitocondri del fegato.  Si suppone che la differente presenza di isoforma di LDH sia dovuta al percorso che seguirà il lattato; partecipare alla gluconeogenesi nel fegato, o essere ossidato all’interno del miocardio. Nonostante queste differenze, si pensa che sia lo stato redox dei mitocondri a dettare la capacità dei tessuti di ossidare il lattato piuttosto che l’isoforma dell’enzima LDH.

## Lattato come molecola di segnalazione: “lattatormone”

### Segnalazione redox
Come illustrato precedentemente sull ruolo dello shuttle del lattato per i perossisomi, l’interconversione di lattato e piruvato all’interno di compartimenti cellulari differenti gioca un ruolo chiave per determinare lo stato ossidativo della cellula. Nello specifico, l’interconversione di NAD+ e NADH tra compartimenti è stato ipotizzato realizzarsi all’interno dei mitocondri. Tuttavia non vi sono evidenze al riguardo in quanto lattato e piruvato sono metabolizzati rapidamente all’interno dei mitocondri. Comunque, l’esistenza dello shuttle del lattato suggerisce che questo tipo di redox potrebbe esistere per altri organelli.

### Espressione genica
Un aumento del livello di lattato intracellulare può agire come un segnale ormonale, inducendo l’espressione genica adibita ad aumentare la rimozione di lattato. Questi geni includono MCT1, citocromo c ossidasi (COX), e altri enzimi coinvolti nell’ossidazione del lattato. Inoltre, il lattato aumenterà i livelli di peroxisome proliferator activated receptor gamma coactivator 1-alpha (PGC1-α), sottolineando come il lattato sia in grado di stimolare la biogenesi mitocondriale.

### Controllo della lipolisi
Lo shuttle del lattato, oltre al compito di fornire NAD+ per la ß-ossidazione all’interno dei perossisomi, regola anche la mobilizzazione di FFA (Free-fatty-acids) mediante il controllo dei livelli di lattato plasmatico. Le ricerche hanno dimostrato che il lattato funziona come inibitore della lipolisi nelle cellule adipose, attraverso l’attivazione di G-protein couple receptor (GPR81), che funge da sensore dei livelli di lattato, inibendo la lipolisi in risposta alla presenza di lattato.

## Il ruolo del lattato durante l’esercizio fisico
Come evidenziato dagli studi di Brooks e collaboratori, mentre il lattato viene smaltito principalmente attraverso l'ossidazione, e solo in minor quantità a supporto della gluconeogenesi, il lattato rimane il principale precursore gluconeogenico durante esercizio fisico sostenuto.
Brooks ha dimostrato nei suoi studi precedenti che sebbene esista una minima differenza nei tassi di produzione di lattato tra soggetti allenati e non allenati a parità di intensità di esercizio fisico, si è potuto osservare un livello superiore di eliminazione del lattato, suggerendo un’aumentata sintesi di proteine MCT.
L'uso locale di lattato dipende dallo sforzo fisico. Durante il riposo, circa il 50% dello smaltimento del lattato avviene attraverso la sua ossidazione, mentre durante esercizio fisico moderato (50-75% VO2max) circa il 75-80% del lattato viene utilizzato dalla cellula attiva, sottolineando il ruolo protagonista nella produzione di energia durante l'esercizio fisico.

## Applicazioni cliniche
Le cellule tumorali maligne dipendono fortemente dalla glicolisi anaerobica (metabolismo da glucosio ad acido lattico anche in presenza di ossigeno; (effetto Warburg) e quindi dalla necessità di trasportare il lattato attraverso MCT, nel microambiente tumorale, per mantenere un flusso glicolitico adeguato a prevenire la morte della cellula . Gli MCT sono stati utilizzati con successo in ambito preclinico attraverso studi che utilizzano RNAi insieme ad un inibitore, l'acido alfa-ciano-4-idrossicinnamico (ACCA; CHC), per dimostrare che l’inibizione del trasporto di lattato sia una strategia terapeutica molto efficace contro le cellule tumorali maligne altamente glicolitiche.
In alcuni tipi di tumore, la crescita e il metabolismo si basa sullo scambio di lattato tra cellule glicolitiche con cellule a rapida respirazione ossidativa. Ciò è di particolare importanza durante lo sviluppo della cellula tumorale, quando inizia la conversione al metabolismo anaerobico, come descritto dal Warburg effect. Altre cellule dello stesso complesso tumorale possono reclutare molecole di ossigeno (tramite angiogenesi), e destinarle ad ossidazione aerobica. Lo shuttle del lattato potrebbe verificarsi in seguito alla metabolizzazione anaerobica del glucosio con conseguente produzione di lattato e trasporto di questo mediante MCT alle cellule adiacenti, che lo utilizzeranno come substrato energetico ossidativo. Lo studio di come MCT, in grado di mediare lo scambio di lattato tra cellule tumorali, possa essere inibito privando così le cellule di fonti di energetiche chiave, potrebbe portare a promettenti nuove chemioterapie.
Inoltre, è stato dimostrato che il lattato è un fattore chiave nell'angiogenesi tumorale. Il lattato promuove l’angiogenesi attraverso una stimolazione di HIF-1 in cellule endoteliali. Di conseguenza,  l’inibizione dello shuttle del lattato, attraverso inibitori di MCT-1, priverebbe il tumore di un adeguato apporto ossidativo.